# Hydra (Algeria)
Hydra è un comune dell'Algeria, situato nella provincia di Algeri.

## Scuole
- Scuola italiana Roma di Algeri